# Ischyrocerus megalops
Ischyrocerus megalops är en kräftdjursart som beskrevs av Georg Ossian Sars 1879. Ischyrocerus megalops ingår i släktet Ischyrocerus och familjen Ischyroceridae. Inga underarter finns listade i Catalogue of Life.